# Pandanus subulorum
Pandanus subulorum är en enhjärtbladig växtart som beskrevs av Ugolino Martelli. Pandanus subulorum ingår i släktet Pandanus och familjen Pandanaceae.
Artens utbredningsområde är Samoa. Inga underarter finns listade.